# Mount Horeb
Mount Horeb – wieś w Stanach Zjednoczonych, w stanie Wisconsin, w hrabstwie Dane.